# العلاقات الإكوادورية الإسبانية
العلاقات الإكوادورية الإسبانية هي العلاقات الثنائية التي تجمع بين الإكوادور وإسبانيا.

## مقارنة بين البلدين
هذه مقارنة عامة ومرجعية للدولتين:
| وجه المقارنة                                              | الإكوادور                      | إسبانيا                                                                             |
| --------------------------------------------------------- | ------------------------------ | ----------------------------------------------------------------------------------- |
| المساحة (كم2)                                             | 283.56 ألف                     | 505.99 ألف                                                                          |
| عدد السكان (نسمة)                                         | 16.62 مليون                    | 46.73 مليون                                                                         |
| الكثافة السكانية (ن./كم²)                                 | 58.61                          | 92.35                                                                               |
| العاصمة                                                   | كيتو                           | مدريد                                                                               |
| اللغة الرسمية                                             | اللغة الإسبانية، كيشوا ‏، شوار ‏ | اللغة الإسبانية، اللغة الغاليسية، لغة بشكنشية، اللغة الكتالونية، اللغة الأوكسيتانية |
| العملة                                                    | دولار أمريكي، سوكري إكوادوري   | يورو، بيزيتا إسبانية                                                                |
| الناتج المحلي الإجمالي (بليون دولار)                      | 103.06 مليار                   | 1.31 تريليون                                                                        |
| الناتج المحلي الإجمالي (تعادل القوة الشرائية) بليون دولار | 185.24 مليار                   | 1.77 تريليون                                                                        |
| الناتج المحلي الإجمالي الاسمي للفرد دولار أمريكي          | 6.21 ألف                       | 28.16 ألف                                                                           |
| الناتج المحلي الإجمالي للفرد دولار أمريكي                 | 11.37 ألف                      | 38.00 ألف                                                                           |
| مؤشر التنمية البشرية                                      | 0.746                          | 0.876                                                                               |
| رمز المكالمات الدولي                                      | +593                           | +34                                                                                 |
| رمز الإنترنت                                              | .ec                            | .es                                                                                 |
| المنطقة الزمنية                                           | 00                             | ت ع م+01:00، ت ع م+02:00                                                            |

## مدن متوأمة
في ما يلي قائمة باتفاقيات التوأمة بين مدن إكوادورية وإسبانية:
- ترتبط كوينكا مع قونكة باتفاقية توأمة منذ 20 أبريل 1993.
- ترتبط ماكارا [الإنجليزية]‏ مع ليغانيس باتفاقية توأمة.
- ترتبط كيتو مع مدريد باتفاقية توأمة.
- ترتبط بورتوفيخو مع باراكالدو باتفاقية توأمة.
- ترتبط أمباتو مع سانتا في باتفاقية توأمة.
- ترتبط لوخا مع لوشة باتفاقية توأمة.

## منظمات دولية مشتركة
يشترك البلدان في عضوية مجموعة من المنظمات الدولية، منها:
| علم المنظمة | اسم المنظمة                        | تاريخ انضمام الإكوادور | تاريخ انضمام إسبانيا |
| ----------- | ---------------------------------- | ---------------------- | -------------------- |
|             | مؤسسة التنمية الدولية              | 7 نوفمبر 1961          | 18 أكتوبر 1960       |
|             | يونسكو                             | 22 يناير 1947          | 30 يناير 1953        |
|             | وكالة ضمان الاستثمار متعدد الأطراف | 12 أبريل 1988          | 29 أبريل 1988        |
|             | الأمم المتحدة                      | 21 ديسمبر 1945         | 14 ديسمبر 1955       |
|             | الفريق المعني برصد الأرض           | ?                      | ?                    |
|             | الاتحاد البريدي العالمي            | ?                      | ?                    |
|             | البنك الدولي للإنشاء والتعمير      | 28 ديسمبر 1945         | 15 سبتمبر 1958       |
|             | المنظمة الهيدروغرافية الدولية      | ?                      | ?                    |
|             | الاتحاد الدولي للاتصالات           | 17 أبريل 1920          | 1866                 |
|             | منظمة حظر الأسلحة الكيميائية       | ?                      | ?                    |
|             | مؤسسة التمويل الدولية              | 20 يوليو 1956          | 24 مارس 1960         |
|             | منظمة التجارة العالمية             | ?                      | ?                    |
|             | منظمة الشرطة الجنائية الدولية      | ?                      | ?                    |

## أعلام
هذه قائمة لبعض الشخصيات التي تربطها علاقات بالبلدين:

## وصلات خارجية
- موقع وزارة الخارجية الإكوادورية
- موقع وزارة الخارجية الإسبانية